# Plebejus subradiosa
Plebejus subradiosa är en fjärilsart som beskrevs av Ruggero Verity 1946. Plebejus subradiosa ingår i släktet Plebejus och familjen juvelvingar. Inga underarter finns listade i Catalogue of Life.